# أولاد رمضان (بني كيل)
أولاد رمضان هي إحدى مشيخات المملكة المغربية، تتبع جغرافيا لإقليم فكيك وإداريًا لبني كيل. يقدر عدد سكانها بـ 727 نسمة حسب الإحصاء الرسمي للسكان والسكنى لسنة 2004.